# Liste der portugiesischen Botschafter in Uganda
Die Liste der portugiesischen Botschafter in Uganda listet die Botschafter der Republik Portugal in Uganda auf.
Erstmals akkreditierte sich ein portugiesischer Vertreter im Jahr 1991 in der ugandischen Hauptstadt Kampala. Eine eigene Botschaft eröffnete Portugal dort nicht, der Portugiesische Botschafter in der Demokratischen Republik Kongo (bis 2012 der Portugiesische Botschafter in Kenia) ist für Uganda zuständig und wird dort zweitakkreditiert (Stand 2019).

## Missionschefs
| Name                                         | Bild   | Amtszeit  | Anmerkungen                                                                   |
| Uganda                                       | Uganda | Uganda    | Uganda                                                                        |
| -------------------------------------------- | ------ | --------- | ----------------------------------------------------------------------------- |
| Paulo Couto Barbosa                          |        | ab 1991   | Botschafter mit Amtssitz Nairobi, am 2. Dezember 1991 in Kampala akkreditiert |
| José Caetano de Campos Andrade Costa Pereira |        | ab 1995   | Botschafter mit Amtssitz Nairobi                                              |
| José Manuel de Carvalho Lameiras             |        | ab 1999   | Botschafter mit Amtssitz Nairobi                                              |
| Júlio Francisco de Sales Mascarenhas         |        | ab 2002   | Botschafter mit Amtssitz Nairobi                                              |
| Luis João de Sousa Lorvão                    |        | ab 2005   | Botschafter mit Amtssitz Nairobi                                              |
| Alexandre Maria Lindim Vassalo               |        | ab 2011   | Botschafter mit Amtssitz Nairobi                                              |
| João Manuel Pina Perestrello Cavaco          |        | ab 2012   | Botschafter mit Amtssitz Kinshasa                                             |
| João José Cabral de Albuquerque Côrte-Real   |        | ab 2013   | Botschafter mit Amtssitz Kinshasa                                             |
| António Gaspar Inocêncio Pereira             |        | seit 2017 | Botschafter mit Amtssitz Kinshasa                                             |